# Castell de Claramunt (Àger)
El Castell de Claramunt està situat al cim d'una penya, a la meitat del vessant meridional de la serra del Montsec, a la banda occidental de la vall d'Àger, prop del poble de Corçà. Com en molts altres castells de la contrada, hi havia als peus de la fortificació el vilatge de Claramunt que ha subsistit fins a l'època moderna. Romanen algunes parets dels habitatges i les restes de l'església de Sant Bartomeu.

## Història
La primera referència documental del lloc i el castell de Claramunt és de l'any 1042. Arnau Mir de Tost i la seva muller Arsenda d'Àger concediren carta de franquesa als senyors de Pedra Exabel i Garoca, de tots els alous que posseïen dins el terme del castell d'Àger «in ipso castro de Clarmont». També s'esmenta el portell de Claramunt en les afrontacions de la venda del castell de Sant Llorenç del Montsec per part dels comtes del Pallars Jussà Ramon IV i Ermessenda a Arnau Mir de Tost i la seva muller, els anys 1044 i 1046.
L'any 1131 el vescomte Guerau Ponç II de Cabrera donà la meitat del seu domini a Claramunt a l'abadia d'Àger. N'era feudatari Ramon Berenguer, de la nissaga dels castlans d'Àger que l'any 1158 el llegà a la seva filla Ermessenda, donació ratificada en el seu testament l'any 1165.
En un document de l'any 1187, s'esmenta les rivalitats suscitades entre el castlà Ramon de Claramunt i l'abat Ramon d'Àger. L'abat publicà un seguit de queixes contra el cavaller, com ara la persecució soferta per l'abat i el seu seguici per part de Ramon de Claramunt i els seus homes, armats, des de la torre de Morell fins a Corçà.

## Arquitectura
El castell era format per una torre de planta quadrangular i un recinte. S'han conservat els costats N i E de la torre que feia 2,8 m per 3,5 a l'interior. El gruix dels murs és de 80 cm excepte la paret E que té un gruix de 75 cm. L'angle del NW és corb. La part primerenca de l'angle NE és recte i a partir dels 4 m també és corb. A l'extrem del mur E hi ha la porta que és a 2 m de terra. L'aparell és fet amb pedres no gaire grans (13 cm X 25 cm) escairades però no treballades, unides amb morter de calç de poca qualitat.
La torre és situada a l'extrem W de la penya. A l'E de la torre hi havia el pas d'entrada entre dues roques i un recinte. S'hi troben alguns munts de pedres d'enderrocs de parets. Al llarg de bona part del perímetre hi ha alguns panys de mur que ressegueixen l'espadat. A l'E, al llarg d'uns 13 m hi ha unes quantes filades de carreus d'una muralla d'un gruix de 110 cm. Al costat del castell es troben les restes de l'església castral de Santa Maria de Claramunt.
La datació de la torre seria al segle xi. La coexistència de formes arrodonides i d'angles rectes és semblant al que s'esdevé al proper castell de la Pertusa.